# Els Quatre Gats
Els Quatre Gats (en français : Les Quatre Chats), est un célèbre ancien cabaret de Barcelone, en Catalogne, fondé en 1897 par Pere Romeu dans le quartier gothique de la ville. 
Situé dans la Vieille ville de Barcelone, le lieu doit notamment sa renommée à sa fréquentation par différents artistes contemporains majeurs, dont notamment Pablo Picasso, à la fin du XIXe siècle et au début du XXe siècle.

## Historique
Els Quatre Gats (signifiant « Les Quatre Chats » en français, ou idiomatiquement « trois pelés et un tondu ») était un hôtel inauguré le 12 juin 1897, qui faisait également brasserie et cabaret. Aménagé dans la Casa Martí par l'architecte Josep Puig i Cadafalch, dirigé par Pere Romeu, il reste en activité durant six années, en s'inspirant du cabaret Le Chat Noir à Paris ouvert en 1881. Il devient le lieu barcelonais du modernisme artistique du tournant du XXe siècle, dont les acteurs principaux sont Santiago Rusiñol, Ramon Casas, Eugenio d'Ors et Miquel Utrillo. De nombreux jeunes artistes les rejoignent comme Pablo Picasso qui y réalise ses premières expositions individuelles en février et juillet 1900, ainsi que Julio González, Pablo Gargallo, Carles Casagemas, Jaume Sabartés, Eveli Torent qui seront tous des intimes de Picasso.
Lieu de création, de discussion et d'exposition, Els Quatre Gats publie également une quinzaine de numéros d'un hebdomadaire illustré intitulé Quatre Gats en février-mai 1899. 
Après sa fermeture en 1903, le lieu reste à l'abandon. Els Quatre Gats est cependant reconstruit en 1978 lors de la période de transition démocratique espagnole.